# Тюнни, Каапре
Каапре (Габриель) Тюнни (фин. Kaapre Tynni, 7 ноября 1877, Загвоздка — 3 февраля 1953, Хельсинки) — российский и финский журналист, ингерманландский общественный деятель, кандидат философии.

## Биография
Родился 26 октября (7 ноября) 1877 года в деревне Малая Загвоздка (фин. Ala-Sakoska лютеранского прихода Колппана Царскосельского уезда, Санкт-Петербургской губернии в зажиточной семье ингерманландских крестьян. Его родители: Йоонас Иванович Тюнни и София Габриелевна, урождённая Маннинен, младший брат — георгиевский кавалер Алексантери Тюнни (01.02.1887—1919).
После окончания земской школы в Гатчине в 1896 году поступил в учительскую семинарию в Малых Колпанах, которую окончил в 1900 году со свидетельством о квалификации учителя и кантора-органиста. В 1900–1902 годах работал учителем в финской приходской школе деревни Валлакюля (Волынкина деревня) лютеранского прихода Святой Марии. 
Осенью 1902 года сдал вступительный экзамен в Петербургский учительский институт и в 1905 году закончил его с дипломом учителя городских школ. Затем осенний учебный период 1905 года работал в Петербургском немецком приюте для сирот. С 1908 года в браке с Лильей Марией Пииппонен. В 1906—1912 годах работал учителем в Петербургской финской объединённой (с совместным обучением мальчиков и девочек) школе. В 1907—1911 годах — в шведской школе лютеранского прихода Святой Екатерины. В 1906 году редактировал газету «Ууси Инкери», а в 1907—1910 годах — газеты «Нева» и «Народный календарь». 
В 1907—1913 годах был выборным гласным в земской управе Царского Села и членом её школьного комитета. В 1912—1913 годах — губернским гласным, выборным гласным и ревизором Гатчинской волости, а также выборным от некоторых местных общественных объединений. 
Весной 1912 года сдал вступительный экзамен в Хельсинкский университет на историко-филологический факультет. Летом того же года записался в Выборгское землячество Хельсинкского университета. Его преподавателями были известные ученые Йосееппи Миккола, Эмиль Тункело, Уно Сирелиус, Захрис Кастрен, Каарле Крон, Рудольф Холсти, Габриэль Рейн, Вильо Таркиайнен. Кроме предметов на финском языке, он изучал историю и экономику России. В 1917 году окончил университет со степенью кандидата философии.
После возвращения в Ингерманландию, принял активное участие в организации национального финского движения и Союза финских волостей. Социалист по убеждениям, во время революционных событий 1917 года был близок к меньшевикам, выступал за предоставление финноязычному населению Ингерманландии культурной автономии. Был избран делегатом съездов ингерманландских финнов, проходивших в Петрограде в апреле (избран председателем Центрального Ингерманландского комитета) и сентябре 1917 года, а также в марте 1918 года (избран председателем Ингерманландского национального совета). Стал последним ректором Колпанской учительско-кистерской семинарии. 
Из-за противоречий с новыми властями был арестован. После освобождения в 1919 году он через Эстонию бежал в Финляндию, куда в конце 1919 года за ним последовала семья. Занимался организацией помощи ингерманландским беженцам и вооруженного сопротивления советской власти. В 1919–1920 годах был председателем Временного комитета Западной Ингерманландии. 
Каапре Тюнни был главной фигурой способствовавшей решению ингерманландского вопроса на мирных переговорах 1920 года в Тарту. Целью было достижение как можно более широкой общественной, административной и культурной автономии Ингерманландии. После провала переговоров Тюнни следил за событиями в России и Ингерманландии, писал статьи в газеты и всячески содействовал антисоветской деятельности. В 1922 году получил финское гражданство.
В 1929 году подготовил к печати и издал книгу «Десять роковых лет борьбы за свободу Ингерманландии».
В 1930 году Каапре Тюнни представлял ингерманландцев на Европейском конгрессе национальных меньшинств в Таллине.
Скончался в Хельсинки 3 февраля 1953 года.

## Семья
Жена (с 1908) — Лилья Мария, урождённая Пииппонен (1886—1963).

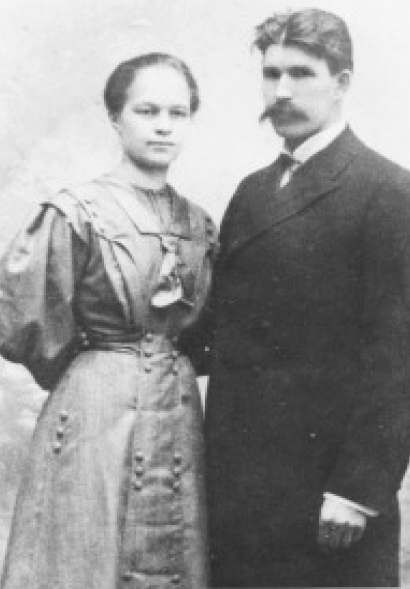
Лилья и Каапре Тюнни. 1908 год

Дети: Рейно (1909—1983), Мартта (1910—1989), Катри (1912—1987), Аале (1913—1997), Сюльвия (1916—2003), Лаури (1921—1991), Кертту (1923—?).
- Мартта Анна София Тюнни[фин.] (27.07.1910—13.11.1989) — известная финская переводчица, преподаватель французского языка Хельсинкского университета.
- Катри Елена Рехтиярви (ур. Тюнни)[фин.] (07.02.1912—15.05.1987) — финский врач, профессор кафедры дерматологии и венерических болезней Университета Оулу.
- Аале Мария Тюнни-Хаавио (03.10.1913—21.10.1997) — известная финская, ингерманландская поэтесса, переводчица, драматург, театральный критик. Победитель конкурса искусств на XIV летней Олимпиаде 1948 года в Лондоне. Почётный доктор философии, академик финской Академии наук и литературы.